# بینی (گروه موسیقی)
بینی (انگلیسی: Bini) گروه دخترانه هشت نفره فیلیپینی است که در سال ۲۰۱۹ از طریق استار هانت آکادمی (اس‌اچ‌ای) شبکه ای‌بی‌اس-سی‌بی‌ان شکل گرفت. بینی در ۱۱ ژوئن ۲۰۲۱، با انتشار تک‌آهنگ «Born to Win» پس از سه سال کارآموزی زیر نظر اس‌اچ‌ای فعالیتش را آغاز کرد. این گروه از زمان آغاز فعالیت مورد پذیرش گسترده‌ای قرار گرفت و به دلیل تأثیر قابل توجهی که بر موسیقی پاپ فیلیپین و مردم داشت، به عنوان «گروه دخترانه ملی» لقب گرفت. این گروه اولین گروه پاپ فیلیپینی بود که به بیشترین شنوندگان ماهانه در اسپاتیفای دست پیدا می‌کند و اولین گروهی بودند که در صدر جدول ترانه‌های فیلیپینی بیلبورد قرار می‌گیرند. در ۹ ژوئن ۲۰۲۴، بینی وارد جدول آرتیست‌های برتر جهانی شد و در جایگاه ۱۹۳ قرار گرفت و به اولین آرتیست فیلیپینی تبدیل شد که به این دستاورد می‌رسد.

## اعضا
- ایا[۹][۱۰][۱۱]
- کولت[۹][۱۰]
- مالویی[۹][۱۰]
- گون[۹][۱۰]
- استاسی[۹][۱۰]
- میخا[۹][۱۰]
- جوانا[۹][۱۰]
- شینا[۹][۱۰]